# Let's Get to It
Let's Get to It er det fjerde studiealbum af den australske popsanger Kylie Minogue. Det blev udgivet i oktober 1991 og blev godt modtaget af musikkritikere. Det var et Top 20-album i Australien og Storbritannien.

## Indspilning
Indspillet i løbet af sommeren 1991 var Let's Get to It Kylies sidste studiealbum for PWL. En kombination af soul, dance, house og techno-påvirkninger, må albummet Kylie til at udvikle sin sangskrivning med seks spor skrevet i samarbejde med Mike Stock.

## Sporliste
1. "Word Is Out" – 3:35
2. "Give Me Just a Little More Time" – 3:08
3. "Too Much Of A Good Thing" – 4:24
4. "Finer Feelings" – 3:54
5. "If You Were with Me Now" – 3:12
6. "Lets Get To It" – 4:48
7. "Right Here, Right Now" – 3:52
8. "Live And Learn" – 3:15
9. "No World Without You" – 2:46
10. "I Guess I Like It Like That" – 6:00

## Musikere
- Kylie Minogue – vokal
- Julian Gingell – keyboard
- Mike Stock – keyboard, vokal, producent
- Gary Barnacle – saxofon
- Lanse Ellington – baggrundsvokal
- Tee Green – baggrundsvokal
- Phil Harding – baggrundsvokal
- Carol Kenyon – baggrundsvokal
- Mae McKenna – baggrundsvokal
- Leroy Osbourne – baggrundsvokal
- Miriam Stockley – baggrundsvokal
- Mick Wilson – baggrundsvokal

## Hitlister
| Hitliste                         | Placering |
| -------------------------------- | --------- |
| Australien (ARIA Charts)         | 13        |
| Japan (Oricon)                   | 37        |
| Storbritannien (UK Albums Chart) | 15        |